# Whitefish Lake First Nation
Whitefish Lake (Whitefish Lake First Nation; Atikameksheng Anishnawbek ), jedna od bandi Cree Indijanaca iz kanadske provincije Alberta, danas naseljeni na tri rezervata (reserves), Utikoomak Lake 155, Utikoomak Lake 155a i Utikoomak Lake 155b.  Populacija im iznosi oko 1.800. Glavno gradsko središte je Atikameg.

## Vanjske poveznice
Atikameksheng Anishnawbek